# Ембрихо II фон Диц
Ембрихо II фон Диц (Емих) (на немски: Embricho II von Diez; Emich Graf von Diez; † сл. 1133/пр. 1145) е граф на Графство Диц.

## Произход
Той е единственият син граф Хайнрих I фон Диц († сл. 1117) и внук на Ембрихо († сл. 1073), граф в Наегау.

## Фамилия
Ембрихо II се жени за Демудис фон Лауренбург, дъщеря на Дудо-Хайнрих фон Лауренбург († ок. 1123) и Анастасия фон Арнщайн (* ok. 1074). Тя е сестра на граф Руперт фон Лауренбург, женен за принцеса Беатрикс от Долна Лотарингия. Те имат децата:
- Еберхард I († 1176), граф на графство Сайн, женен за Кунигунда фон Изенбург
- Хайнрих II († 1189), граф на Диц, женен за Кунигунда фон Катценелнбоген († сл. 1198)
- Гертруда фон Диц, омъжена за рейнграф Вернер I († 1 февруари 1223), син на рейнграф Емихо II и Мехтилд фон Рункел († 1181)